# غاريث سيدون
غاريث سيدون (بالإنجليزية: Gareth Seddon)‏ (23 مايو 1980 في المملكة المتحدة - ) هو لاعب كرة قدم بريطاني في مركز الهجوم. شارك مع منتخب إنجلترا لكرة القدم C ‏. أما مع النوادي، فقد لعب مع روشدين ودايموندز ونادي بوري ونادي هايد إف سي ونادي كيترينغ تاون وسالفورد سيتي ونورثويتش فيكتوريا ونادي ووستر سيتي وChester F.C. ‏ وفليتوود تاون وإف سي هاليفاكس تاون وPadiham F.C. ‏.

## روابط خارجية
- غاريث سيدون على موقع IMDb (الإنجليزية)